# Mowsar
Mowsar – imię męskie pochodzenia czeczeńskiego. Dosłownie oznacza „zwycięzca”.

## Znani imiennicy
- Mowsar Barajew, przywódca grupy Czeczenów, którzy w październiku 2002 przeprowadzili atak na moskiewski teatr na Dubrowce.
- Mowsar Ewłojew, inguski zawodnik mieszanych sztuk walki.